# Michael Vaughn
Michael C. Vaughn, jucat de Michael Vartan, este persoana de legătură al lui Sydney Bristow, în serialul Alias.

## Biografie
La început, Michael Vaughn nu a fost decât agentul de legătură al lui Sydney Bristow în timp ce ea lucra ca agent dublu pentru CIA, în cadrul SD-6. Treptat între cei doi agenți apar și sentimente de dragoste, cei doi lucrând împreună pentru distruge organizația coruptă.Vaughn și Sydney au avut o relație intimă abia după ce organizația SD-6 a fost distrusă la mijlocul sezonului al doilea. Când Sydney a fost aparent omorâtă într-un incendiu câteva luni mai târziu, Vaughn, având inima sfâșiată, a părăsit CIA-ul și a devenit profesor de franceză. Vaughn s-a căsătorit cu agentul NSC, Lauren Reed, în timpul celor doi ani de dispariție ai lui Sydney. De îndată ce a aflat că Sydney este în viața, s-a întors la CIA, iar sentimentele lui pentru aceasta au reapărut, fapt care a complicat căsătoria lui cu Lauren. Eventual, s-a descoperit că Lauren era un agent dublu pentru Legământ. Vaughn a devenit obsedat să o prindă pe aceasta și, fiind încurajat de Jack Bristow să o omoare, la sfârșitul sezonului 3, o ucide pe Lauren. Acest fapt a continuat să îl chinuie și pe parcursul sezonulu 4, deși a omorât-o pe Lauren pentru a o împiedica să o împuște pe Sydney.
Între sezonul 3 și 4, Vaughn, se pare, că  trece printr-un șoc emoțional, care a culminat cu faptul că își dă foc propriei case. A trecut printr-o întreagă lună de evaluări psihice înainte de a-și anunța prietenul și colegul de muncă, Eric Weiss, că va demisiona de la CIA. În realitate, Vaughn a fost recrutat în cadrul unei ramuri secrete a CIA-ului, APO, împreună cu Sydney, Jack și Marcus Dixon (Weiss și Marshall Flinkman vor fi, de asemenea, recrutați mai târziu). Una din noile lui sarcini a fost aceea de a-l ține sub observație pe Arvin Sloane, care a fost numit directorul APO, în ciuda lungii sale istorii legate de activități criminale în fruntea SD-6. Vaughn își reia cu succes relația cu Sydney pe parcursul primei misiuni de la APO.
Primul sezon a stabilit faptul că tatăl lui Michael Vaughn a fost omorât de către Irina Derevko, alături de alți agenți CIA. Moartea lui Bill Vaughn a început să fie pusă sub semnul întrebării, după ce Vaughn găsește un jurnal scris de tatăl său, la trei ani după moartea acestuia, în 1979. Investigația sa, îl conduce pe Vaughn să participe la o misiune secretă, alături de Sydney. Totuși, se reîntoarce la APO după ce descoperă că tatăl său este mort cu adevărat și că acel jurnal a făcut parte doar din planul elaborat al Elenei Derevko. La sfârșitul sezonului 4, Vaughn o cere în căsătorie pe Sydney și cei doi pornesc în mult amânata lor vacanță în Santa Barbara. În timp ce conducea mașina îi mărturisește lui Sydney că numele său adevărat nu este Michael Vaughn; dar apoi, înainte a mai oferi alte informații mașina lor este lovită de un alt vehicul. 
În premiera sezonul 5, Vaughn este răpit de un grup înarmat. Apoi este dezvăluit faptul că numele său adevărat este André Michaux și că tatăl său a fost un matematician care a făcut parte din proiectul Prophet Five. Acum șapte ani a fost contactat de o femeie pe nume Renée Rienne, a cărei tată a lucrat cu Bill Vaughn la proiectul Prophet Five. De atunci Vaughn a lucrat cu ea pentru a descoperi mai multe informații despre acel proiect. La sfârșitul episodului, el este împușcat de un agent, care se dădea ca director al CIA. Cu puțin înainte de a fi împușcat, a aflat că Sydney este însărcinată.
La sfârșitul episodului "Maternal Instinct", este dezvăluit faptul că Vaughn este în viață și că se ascunde în Bhutan, trăind împreună cu câțiva călugări -singura lui legătură cu lumea exterioară. Un călugăr îl informează că Sydney a născut o fetiță. În următorul episod, "There is Only One Sydney Bristow", este dezvăluit că atât Sydney cât și Jack Bristow știa că Vaughn trăiește. Această lucru este spus și celorlalți membri APO atunci când ei recuperează un cip din corpul lui Renée Rienne. Vaughn este silit să iasă din ascunzătoare de Anna Espinosa, care s-a dat drept Sydney. Vaughn și Espinosa -fiind o dublură a lui Sydney- găsesc un cip asemănător în corpul lui Vaughn, tatăl său pretindea că acea cicatrice o avusese de când a căzut de pe bicicletă, în copilărie. Cipul îi conduce la un bunker abandonat dintr-un parc din Germania. După ce intră în bunker, Espinosa încearcă să-l omoare, dar află că Vaughn știa de prefăcătoria ei; de aceea i-a dat un pistol fără gloanțe. La câteva momente după aceea, apare adevărata Sydney, care o omoară pe Anna. Astfel Vaughn, se întoarece cu Sydney la Los Angeles pentru a-și cunoaște fiica, Isabelle.
În următorul episod, este dezvăluit faptul că Jack i-a spus lui Vaughn când era în spital că Prophet Five nu se vor opri de la nimic pentru a-l omorî și că Vaughn nu era în stare să riposteze. Jack i-a administrat lui Vaughn morfat un drog care încetinește ritmul inimii, mimând moartea, iar trupul lui Vaughn a fost luat de unul din persoanele de legătură ale lui Jack și dus în Bhutan.
În ultimul episod, Vaughn participă la multe misiuni pentru a distruge definitiv organizația Prophet Five și a-i opri pe Sloane și pe Irina. Chiar în finalul episodului, într-o secvență din viitor, îi arată pe Sydney și pe Vaughn căsătoriți și cu al doilea lor copil, Jack (numit astfel în onoarea tatălui lui Sydney).

## Trivia
- Michael Vaughn vorbește engleză, spaniolă, italiană și fluent franceză (ultima pentru că actorul Michael Vartan a fost născut în Franța). A mai vorbit de asemenea rusă și bulgară în misiuni.
- Michael Vaughn, ca și Jack Bristow (jucat de Victor Garber), este stăngagi.
- El împarte cu aceași pasiune pentru hockey pe gheață cu actorul Michael Vartan.